# À tous les garçons que j'ai aimés
Série
À tous les garçons : P.S. Je t'aime toujours
(2020)
Pour plus de détails, voir Fiche technique et Distribution.
À tous les garçons que j'ai aimés (To All the Boys I've Loved Before) est une comédie romantique américaine réalisée par Susan Johnson, sortie en 2018 sur Netflix. Il s’agit de l'adaptation du premier roman de la trilogie littéraire Les Amours de Lara Jean de la romancière américaine Jenny Han.

## Synopsis
Depuis son plus jeune âge, Lara Jean Covey, fraîchement lycéenne, écrit des lettres aux garçons pour lesquels elle ressent une passion intense avant de les cacher dans son placard. Sa lettre la plus récente est dédiée à Josh, son ami d'enfance, qui sort avec Margot, sa grande sœur. Quand Margot part à l'université, elle rompt avec Josh. Lara Jean a depuis toujours le béguin pour Josh et doit décider s'il est acceptable qu'elle sorte avec lui. 
Une nuit, alors qu'elle passe la soirée avec Kitty, sa petite sœur, Lara Jean s'endort sur le canapé. Kitty va alors dans la chambre de Lara Jean et trouve sa collection de lettres. Le lundi suivant, au lycée, Lara Jean fait face à un de ses anciens béguins, Peter Kavinsky. Il lui révèle que sa lettre lui a été envoyée, et Lara Jean s'évanouit. Quand elle se réveille, elle voit Josh s'approcher avec sa propre lettre, et, dans un moment de panique, Lara Jean embrasse Peter avant de s'enfuir.
Lara Jean fait ensuite face à un autre de ses béguins, Lucas, qui lui révèle être homosexuel, alors que Lara Jean réalise que toutes les lettres ont été envoyées. Elle explique à Peter qu’elle faisait simplement croire à Josh qu’elle avait perdu tout intérêt pour lui. Peter le prend étonnamment bien, et propose que lui et Lara Jean fassent semblant de sortir ensemble pour que Gen, l'ancienne meilleure amie et maintenant rivale de Lara Jean et ex-petite amie de Peter, soit jalouse. Elle accepte, et les deux personnages jouent la comédie pendant les mois qui suivent, faisant en sorte que tout le lycée, leurs amis et leur famille croie au mensonge.
Quand Peter voit que Gen est réellement jalouse, ses sentiments envers elle refont surface, alors que Lara Jean s'attache de plus en plus à lui. Pendant un voyage au ski organisé par le lycée, Peter et Lara Jean finissent par s'avouer leurs sentiments et s'embrassent dans un jacuzzi. À la fin du voyage, Gen fait face à Lara Jean et lui dit que Peter a passé la nuit dans sa chambre après leur baiser, et en tient pour preuve un chouchou que Lara Jean avait laissé à Peter, qui était le préféré de Lara Jean. Furieuse, Lara Jean rompt avec Peter et rentre en trombe chez elle, où elle retrouve Margot, revenue de l'université. Peter arrive alors chez Lara Jean, espérant pouvoir s'expliquer, mais Josh arrive en même temps. Margot entend leur conversation, et s'énerve quand elle apprend les sentiments de Lara Jean pour Josh. Les choses empirent lorsqu'après que Lara Jean a demandé à Peter de partir, elle découvre une vidéo d'elle et de Peter dans le jacuzzi postée sur Instagram, faisant croire qu'ils ont fait l'amour.
Lara Jean demande l'aide de Margot, qui lui pardonne et la réconforte. Kitty révèle alors que c'est elle qui a envoyé les lettres. Lara Jean s'énerve alors, mais Margot la calme et lui demande pourquoi les lettres étaient adressées si elle ne souhaitait pas qu'elles soient lues. Lara Jean réalise alors qu'elle aurait aimé les envoyer mais n'en avait pas eu le courage, et les trois sœurs se pardonnent avant d'envoyer un courriel à Instagram pour supprimer la vidéo.
Après les vacances de Noël, Lara Jean découvre que même si elle a été supprimée, tout le monde a vu la vidéo, alors que Peter essaie de convaincre tout le monde que rien n'est arrivé. Lara Jean fait face à Gen et lui parle de la vidéo. Elle révèle alors qu'elle a décidé de saboter leur relation car elle s'est senti trahie quand Lara Jean a embrassé Peter au collège pendant une partie de jeu de la bouteille. Lara Jean parle avec son père et réévalue les relations de sa vie, puis elle parle à Josh, et les deux décident de redevenir amis. Quand elle hésite à aller parler à Peter, Kitty la force à y aller. Elle s'en va alors voir Peter, qui lui dit qu'il est amoureux d'elle, et ils s'embrassent.
Dans une scène post-générique, John Ambrose, un autre des anciens béguins de Lara Jean, arrive au seuil de sa porte avec des fleurs.

## Fiche technique
Sauf indication contraire, les informations mentionnées dans cette section peuvent être confirmées par la base de données cinématographiques IMDb,  présente dans la section « Liens externes ».
- Titre original : To All the Boys I've Loved Before
- Titre français : À tous les garçons que j'ai aimés
- Réalisation : Susan Johnson
- Scénario : Sofia Alvarez, d'après le roman de Jenny Han
- Musique : Joe Wong
- Direction artistique : Steve Scott
- Décors : Bobbi Allyn et Paul Joyal
- Costumes : Rafaella Rabinovich
- Photographie : Michael Fimognari
- Montage : Phillip J. Bartell et Joe Klotz
- Production : Brian Robbins, James Lassiter, Will Smith et Matthew Kaplan
- Sociétés de production : Overbrook Entertainment et Awesomeness Films
- Société de distribution : Netflix
- Pays d'origine :  États-Unis
- Langues originales : anglais
- Format : couleur - 1.78:1
- Genre : comédie romantique
- Durée : 99 minutes
- Dates de sortie :
  - Mondial : 17 août 2018 (sur Netflix)

## Distribution
- Lana Condor (VF : Adeline Chetail) : Lara Jean Song Covey
  - Isabelle Beech : Lara Jean jeune
- Noah Centineo (VF : Arnaud Laurent) : Peter Kavinsky
  - Hunter Dillon : Peter jeune
- Israel Broussard (VF : Brice Ournac) : Josh Sanderson
  - Christian Michael Cooper : Josh jeune
- Anna Cathcart (VF : Lila Lacombe) : Katherine « Kitty » Song Covey
- John Corbett (VF : Jérôme Keen) : Dr Dan Covey
- Janel Parrish (VF : Audrey Sablé) : Margot Song Covey
- Trezzo Mahoro (VF : Jean-Michel Vaubien) : Lucas James
- King Bach (VF : Eilias Changuel) : Greg Rivera
- Madeleine Arthur (VF : Geneviève Doang) : Christine « Chris »
- Emilija Baranac (VF : Aurélie Konaté) : Genevieve « Gen »
- Rhys Fleming : Genevieve jeune
- Kelcey Mawema : Emily Nussbaum
- Jordan Fisher : John Ambrose McClaren
  - Pavel Piddocke : John jeune
- Edward Kewin : Kenny
- Julia Benson : Mme Kavinsky
- Joey Pacheco : Owen Kavinsky
- June B. Wilde : Joan
- Jeb Beach : le coach

Photos des acteurs
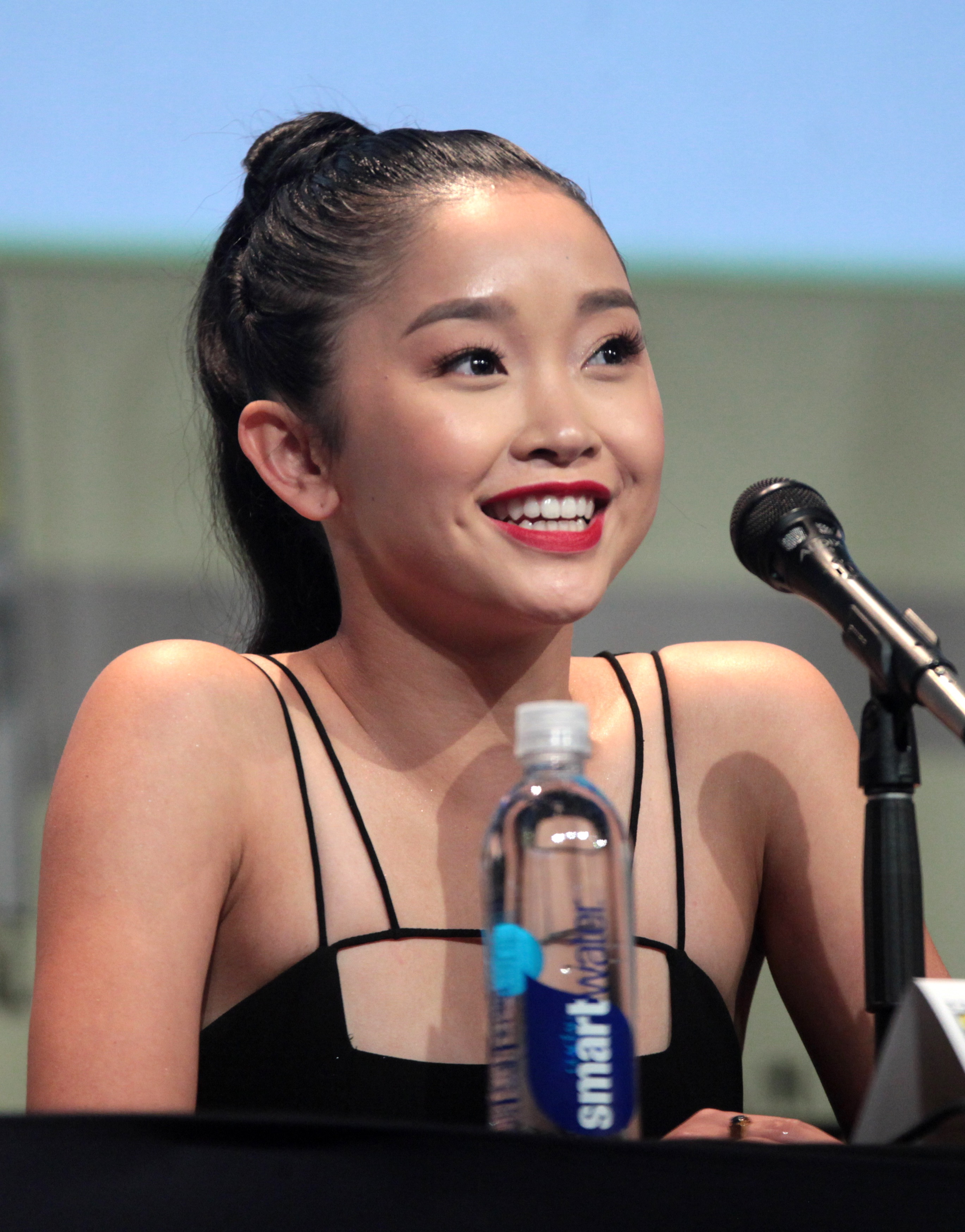
Lana Condor dans le rôle de Lara Jean Song-Covey.
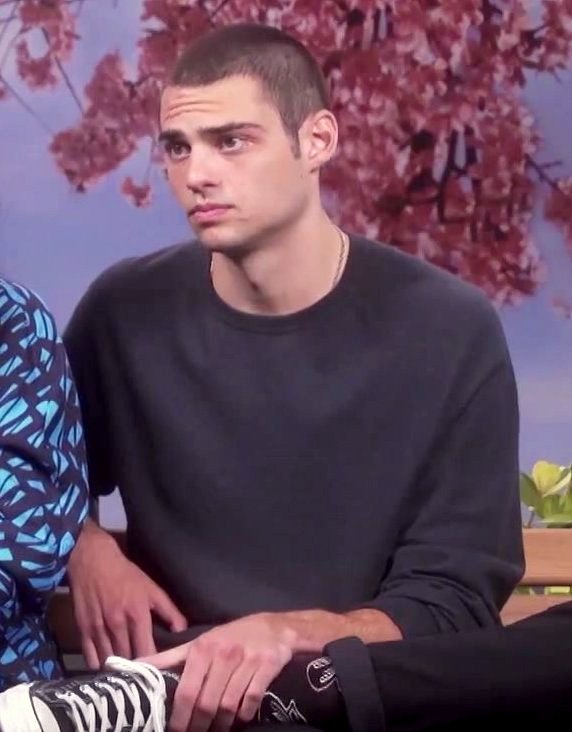
Noah Centineo dans le rôle de Peter Kavinsky.
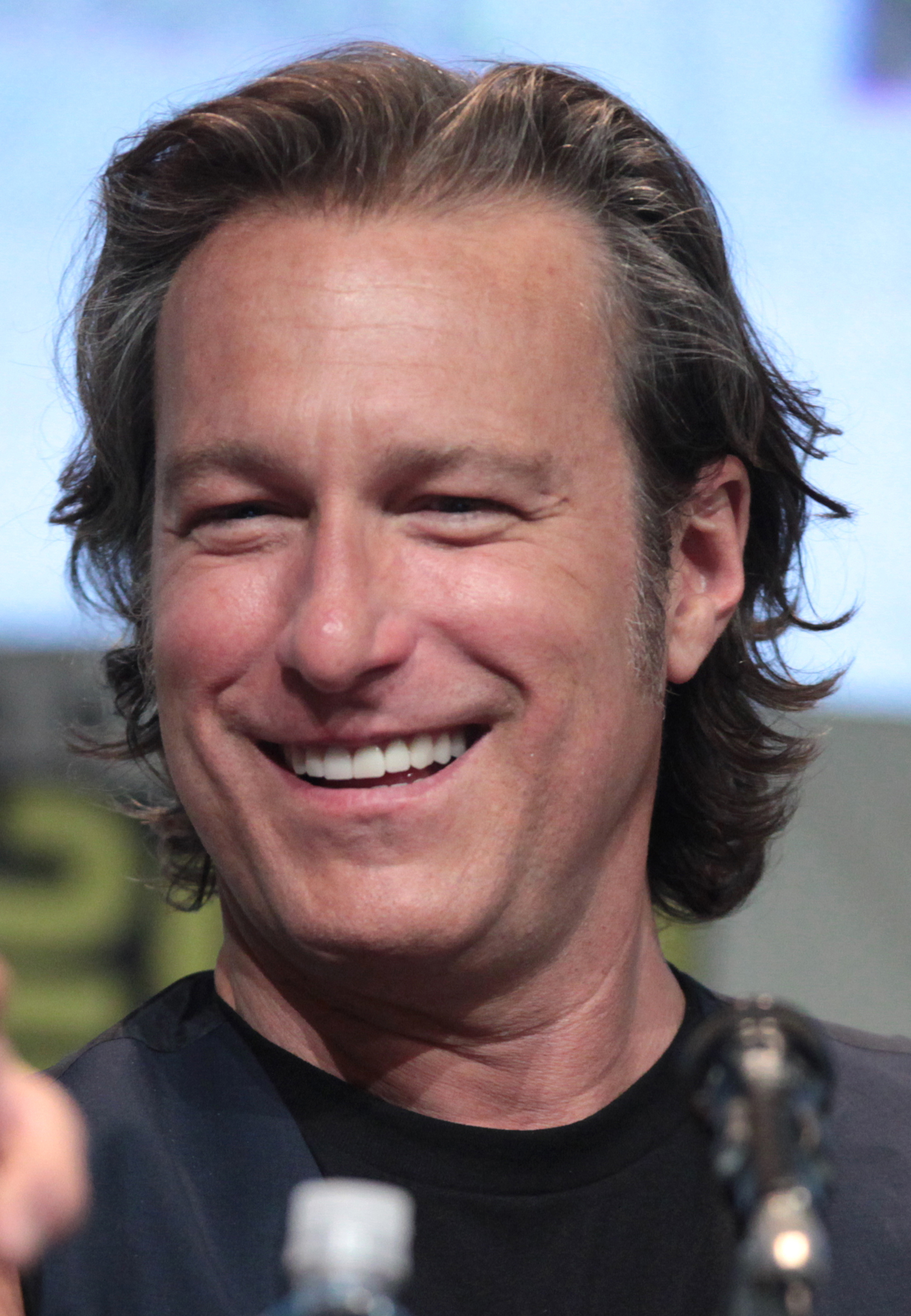
John Corbett dans le rôle du Dr Dan Covey.
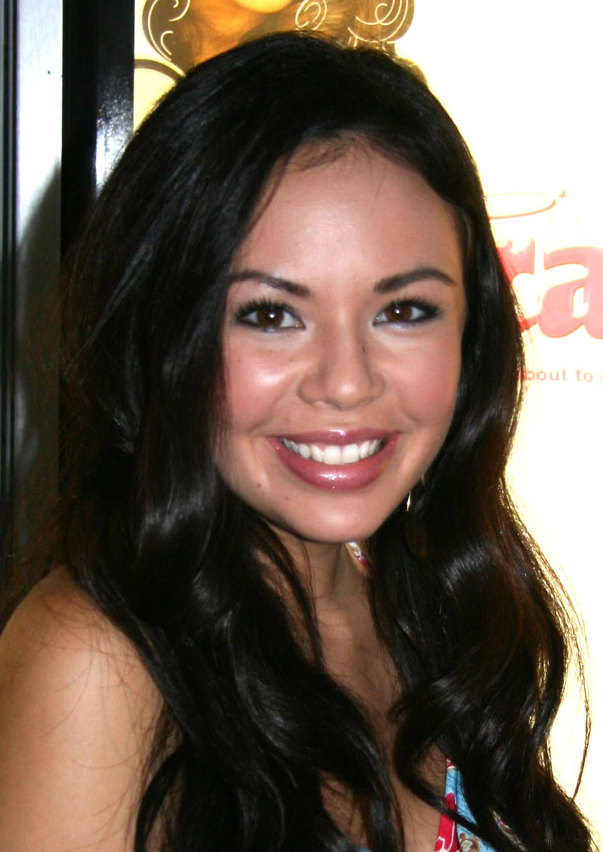

Version française
- Société de doublage : Cinephase
- Direction artistique : Karl-Line Heller
- Adaptation des dialogues : Sandra Dumontier

 Source et légende : version française (VF) sur RS Doublage.

## Production

### Développement
En juin 2014, la société de production de James Lassiter et Will Smith, Overbrook Entertainment, annonce avoir acquis les droits adaptation du roman À tous les garçons que j'ai aimés de Jenny Han. La scénariste Annie Neal est engagée pour écrire le scénario.

### Attribution des rôles
En juillet 2017, après plusieurs rumeurs, il est confirmé que c'est Lana Condor qui interprétera Lara Jean. Susan Johnson est également annoncée à la réalisation et Sofia Alvarez remplace Annie Neal au scénario. Le reste de la distribution du film est également confirmé dont John Corbett, Janel Parrish, Anna Cathcart, Noah Centineo, Israel Broussard et King Bach.

### Tournage

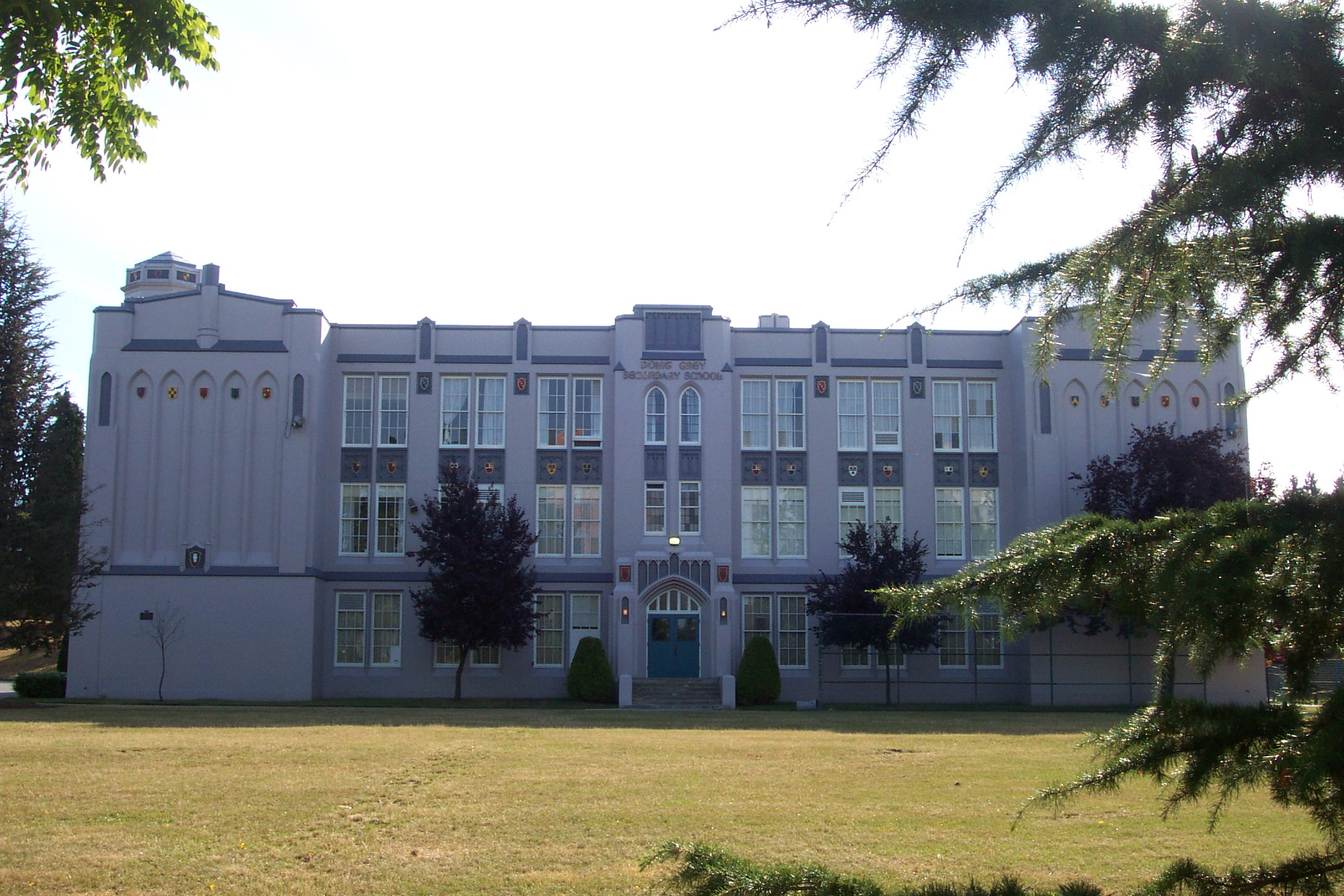
L'école Point Grey Secondary School à Vancouver où les scènes au lycée ont été tournées.

Le tournage du film s'est déroulé à Vancouver au Canada où il a débuté le 5 juillet 2017. Le lycée dans le film est la Point Grey Secondary School, une école de Vancouver. Quelques scènes du film ont été tournées à Portland aux États-Unis. Le tournage s'est terminé le 4 août 2017.

## Accueil

### Sorties
Ce film est sorti le 17 août 2018 sur Netflix.

### Critiques
Le film reçoit des critiques majoritairement positives sur le site agrégateur de critiques Rotten Tomatoes. Il obtient 95 % de critiques positives, avec une note moyenne de 7,3/10 sur la base de 43 critiques collectées. Le film obtient le statut « Frais », le certificat de qualité du site. Le consensus critique établi par le site résume que le film joue avec les règles des comédies romantiques mais avec des personnages réalistes et une distribution charmante ce qui permet de cacher le manque de surprise.
Sur Metacritic, il reçoit également des critiques positives, obtenant une note de 62/100 basée sur 10 critiques collectées.

## Suite
En août 2018, juste après la sortie du premier film, l'auteure Jenny Han parle de son souhait de voir un deuxième film, inspiré du second volet P.S Je t'aime toujours :
« Il y a tellement de choses dans le deuxième livre que j'aimerais voir dans une suite. La raison pour laquelle j'ai écrit un deuxième livre était pour le personnage de John Ambrose McClaren, qui est un favori des fans, et il est aussi l'un de mes préférés. J'aimerais voir cela exploré, et il y a aussi un personnage appelé Stormy que j'aime écrire. J'aimerais voir ça. »
En novembre 2018, Netflix et Paramount Pictures sont en discussion pour produire une suite au film. Le mois d'après, Netflix a annoncé le développement d'une suite, mettant en vedette Lana Condor et Noah Centineo.
La suite, intitulée À tous les garçons : P.S. Je t'aime toujours sort en 2020. Un troisième film, intitulé À tous les garçons : Pour toujours et à jamais sort en 2021.